# Non aprite quella porta (film 2003)
Non aprite quella porta (The Texas Chainsaw Massacre) è un film del 2003 diretto da Marcus Nispel. 
È il primo remake dell'omonimo film del 1974, che funge da reboot della saga. Questo film è ispirato alle atrocità compiute dall'assassino del Wisconsin, Ed Gein.

## Trama
(voce narrante all'inizio del film)
Contea di Travis, Texas, agosto 1973. Quattro ragazzi, Erin, Kemper, Andy e Morgan, di ritorno da un viaggio, danno un passaggio a una ragazza di nome Pepper. Il giorno dopo trovano un'altra ragazza sulla strada: quest'ultima ha bisogno d'aiuto e i ragazzi la soccorrono, ma una volta salita sul veicolo con i cinque giovani, sconvolta e insanguinata, estrae da sotto il vestito una pistola e si spara, suicidandosi. I ragazzi decidono di denunciare il suicidio, perciò si fermano ad una stazione di servizio per cercare lo sceriffo. Appena entrati, Morgan e Kemper, due dei ragazzi, parlano con una donna, la quale dice loro che lo sceriffo non si trova lì al momento. Per cui Erin e Kemper decidono di andare a cercarlo di persona. Dopo aver fatto non troppa strada, i ragazzi trovano una vecchia casa. Erin bussa: ad aprirgli è un uomo su una sedia a rotelle senza gambe. La ragazza chiede se può telefonare allo sceriffo, e lui accetta a patto che Kemper rimanga fuori.
Dopo la telefonata Erin soccorre il vecchio, che era caduto dalla sedia a rotelle, ma si attarda. Mentre Kemper entra a cercarla, viene aggredito e ucciso da un misterioso uomo dalla maschera di pelle umana. Poco dopo Erin torna al furgone dai suoi amici e scopre che Kemper non è con loro. Quindi, insieme a Andy, inizia a cercare Kemper, mentre Pepper e Morgan rimangono ad aspettare nel furgone. Dopo essere ritornati nella casa del vecchio disabile, i due vengono aggrediti dal feroce assassino Thomas Hewitt, un uomo con una faccia di pelle umana, che dopo aver tagliato una gamba a Andy lo porta nella cantina e lo appende ad un gancio.
Erin scappa e torna al furgone. Sconvolta, cerca disperatamente di fuggire, ma il mezzo non si mette in moto; nel frattempo arriva lo sceriffo. La ragazza è troppo spaventata per parlare, lo sceriffo ordina ai ragazzi di scendere e li getta violentemente a terra, ignorando le loro richieste di aiuto. Morgan tenta di uccidere lo sceriffo con un revolver, che purtroppo è scarico. Lo sceriffo porta via Morgan e ordina alle ragazze di rimanere lì. Ma si scoprirà che lo sceriffo è un membro della famiglia Hewitt e durante il tragitto chiama Thomas, dicendogli di andare ad uccidere Erin e Pepper, ormai rimaste sole; poi colpisce e picchia violentemente Morgan, lo porta in casa e lo getta in una vasca.
Nel frattempo Erin e Pepper tentano invano di scappare e vengono aggredite da Thomas che uccide Pepper. Erin però riesce a fuggire, trova una roulotte e viene soccorsa dalle due donne che ci abitano. Una di queste la costringe a bere un tè con dentro un potente sonnifero, rivelando così che anch'esse sono complici dei massacri compiuti da Thomas e tutta la sua famiglia. Inoltre hanno rapito un neonato per crescerlo in modo disumano fino a farlo diventare una bestia. Erin cerca di reagire, ma cade stordita e si risveglia a casa della bizzarra famiglia di assassini. Poco dopo arriva Thomas che la butta in cantina, qui la ragazza trova Andy, che soffre terribilmente, e le chiede di ucciderlo per non farlo soffrire. Erin poi trova e libera Morgan e grazie all'aiuto di Jedidiah Hewitt, figlio di Hoyt, che odia la sua attuale "famiglia", riesce a fuggire, ma Tommy li rincorre.
Durante l'inseguimento, Thomas uccide Morgan. Erin riesce a scappare dalla cantina, entra nel mattatoio abbandonato, ed armata di una grossa accetta, taglia il braccio destro a Thomas, che per il dolore sviene. Erin scappa di nuovo e viene soccorsa dall'autista di un camion, il quale però, spaventato dalla ragazza che dava segni di isterismo, si ferma alla stazione di servizio e scende per chiedere aiuto. Qui si trovano una delle due donne e il finto sceriffo che la stanno aspettando. C'è anche il neonato ed Erin capisce che l'unico modo per salvarsi e porre fine a questo incubo una volta per tutte, è di usare l'astuzia. Così, non vista, scende dal camion e prende il neonato, mettendosi in fuga con la macchina dello sceriffo. Quest'ultimo avvertito dalla madre, li cerca, ma Erin senza ripensamenti lo uccide investendolo più e più volte. Sulla strada incontra ancora Thomas che cerca di ucciderla, ma lei lo evita ed esce vittoriosa dalla battaglia avendo salva la vita e portando in salvo anche il neonato.
(voce narrante alla fine del film)

## Differenze con il film originale
- I ragazzi protagonisti ritornano da una vacanza in Messico, mentre nell'originale vanno a controllare se la tomba del nonno di Sally e Franklin sia stata profanata. Nessuno comunque ricalca uno dei personaggi originali.
- I nomi dei ragazzi sono diversi e nessuno di essi è paralitico (nell'originale invece, Franklin sta su una sedia a rotelle).
- Durante il viaggio, invece dell'autostoppista (che poi nell'originale si rivelerà essere Nubbins Sawyer, fratello maggiore di Faccia di Cuoio), i ragazzi caricano una ragazza bisognosa d'aiuto che si rivela poi una squilibrata suicida, precedente vittima della famiglia. Lo stesso Nubbins Sawyer non compare nel film, sostituito dallo Sceriffo Hoyt (ulteriore membro della famiglia Hewitt), che muore anch'esso investito anche se in circostanze diverse. Non compare inoltre il nonno, sostituito da un uomo in sedia a rotelle senza gambe. Anche nel caso della famiglia Hewitt, nessun membro (a parte Faccia di Cuoio, che è l'unico personaggio che compare in entrambi i film, anche se con nomi diversi) ricalca perfettamente uno della famiglia Sawyer.
- A differenza dell'originale, la famiglia Hewitt non è cannibale e di conseguenza non è presente la famosa scena della cena.
- Il cambiamento più importante resta comunque quello dello stile: il rifacimento vuole essere un vero e proprio film dell'orrore e si incentra maggiormente sulle tenebre e sulla tensione rispetto all'originale.
- La fine di Faccia di Cuoio è diversa: oltre alla ferita sulla gamba accidentalmente autoinflitta con la motosega, Erin gli mozza un braccio a colpi di mannaia, evento che non compare nel film originale.

## Produzione
Tobe Hooper ha partecipato alla realizzazione del film. Tra gli addetti, sono stati riconfermati rispetto all'edizione del 1974 il direttore della fotografia Daniel Pearl e la voce narrante John Larroquette. Marilyn Manson doveva curare le musiche del film ma dovette rinunciare a causa di altri impegni. La colonna sonora del film è stata registrata dalla band hardcore Remembering Never ed è intitolata Incisions.

## Accoglienza
Con un budget di circa 9.5 milioni di dollari, il film ha incassato 80571655 $ in Nordamerica e 26792250 $ nel resto del mondo, per un totale di 107363905 $.

## Riconoscimenti
- 2003 - Razzie Awards
  - Candidatura per il peggior remake o sequel
- 2004 - BMI Film & TV Award
  - BMI Film Music Award a Steve Jablonsky
- 2004 - Fangoria Chainsaw Awards
  - Candidatura per il miglior wide-release film
  - Candidatura per la miglior attrice a Jessica Biel
  - Candidatura per il miglior attore non protagonista a R. Lee Ermey
  - Candidatura per il peggior film
- 2003 - Saturn Award
  - Cinescape Genre Face of the Future Award a Eric Balfour
- 2004 - Saturn Award
  - Candidatura per il miglior film horror
  - Candidatura per la miglior attrice a Jessica Biel

## Prequel
Nel 2006 è stato realizzato un prequel del film intitolato Non aprite quella porta - L'inizio. Ambientato nel 1969, cinque anni prima degli avvenimenti del primo film, il prequel narra delle origini di Thomas "Tommy" Hewitt (poi diventato Faccia di Cuoio) e del primo gruppo di vittime caduto nelle sue grinfie. Oltre a Faccia di Cuoio, nel prequel ritornano diversi personaggi già presenti nel primo film, tra cui Hoyt, Luda May e Monty.